# Side Pot
Der Side Pot (nicht zu verwechseln mit Split Pot) ist eine mögliche Option in einem Pokerspiel.
Wenn ein Pokerspieler alle seine Chips setzen will, er also all-in geht, jedoch mindestens zwei gegnerische Spieler über diesen Betrag setzen wollen, wird parallel zum Hauptpot (Main Pot) ein zusätzlicher Pot eingerichtet, den man Side Pot nennt. Der Spieler, der all-in ist, erhält maximal den Main Pot, nicht jedoch den Side Pot.
Sollte keiner der Spieler das All In erhöhen, wird kein Side Pot eröffnet und der Gewinner hat Anspruch auf den gesamten Pot.
Ist ein Side Pot eröffnet, so kann der Spieler, der all-in ist, nicht mehr ins Spielgeschehen eingreifen, darf jedoch seine Hole Cards noch nicht aufdecken.
Die anderen Spieler, die das All In zumindest gecallt haben, dürfen noch regulär setzen. In Turnieren wird aber meist bis zum Ende der Hand nur noch gecheckt, da man den Spieler, der all-in ist, vom Tisch verdrängen will und diese Chancen mit mehreren Spielern mit deren Menge ansteigt.
Wenn nach der fünften Karte gecheckt oder alle Einsätze gecallt wurden, haben alle Spieler ihre Karten zu zeigen. Wenn der Spieler mit dem All In die beste Hand hält, erhält er den Main Pot. Den Side Pot erhält der gegnerische Spieler mit der zweitbesten Hand. Hält der Spieler mit dem All In jedoch nicht die beste Hand, gehen Main Pot und Side Pot an den gegnerischen Spieler mit der besten Hand.
Hinweis: Es ist auch möglich, dass mehrere Side Pots errichtet werden.

## Beispiel mit einem Side Pot

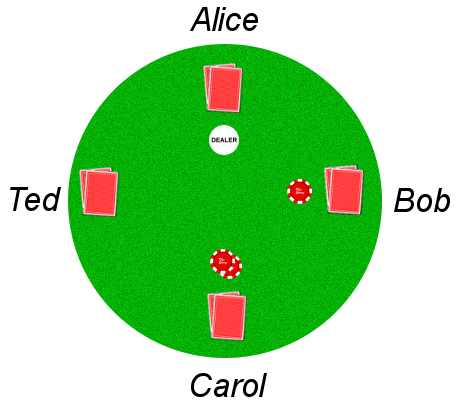
Schematische Darstellung der vier Spieler

Alice, Bob, Carol und Ted sitzen an einem Tisch reihum. Alice besitzt 400 € an Jetons, Bob, Carol und Ted jeweils 500 €. Dieses Beispiel verzichtet auf einzelne Wettrunden und die Blind-Einsätze.
| Aktion | Main Pot | Side Pot |
| --- | -------- | -------- |
| Rundenbeginn. Der Main Pot ist leer. Ein Side Pot ist noch nicht gebildet.                                             | 0 €      | —        |
| Alice geht all-in, im Main Pot befinden sich daraufhin 400 €.                                                          | 400 €    | —        |
| Bob geht ebenfalls all-in. Sein Einsatz übersteigt Alice’ Einsatz um 100 €. Dieser „Überhang“ wandert in den Side Pot. | 800 €    | 100 €    |
| Carol geht all-in. Ihr Einsatz entspricht dem von Bob.                                                                 | 1200 €   | 200 €    |
| Ted geht all-in. Auch sein Einsatz entspricht dem von Bob.                                                             | 1600 €   | 300 €    |

Hält Alice die besten Karten, gewinnt sie den Main Pot. Auf den Side Pot hat sie keinen Anspruch. Dieser geht an die Person, die die zweitbesten Karten hält.
Halten hingegen entweder Ted, Carol oder Bob die besten Karten, gewinnen sie sowohl den Main Pot als auch den Side Pot.

## Beispiel mit zwei Side Pots

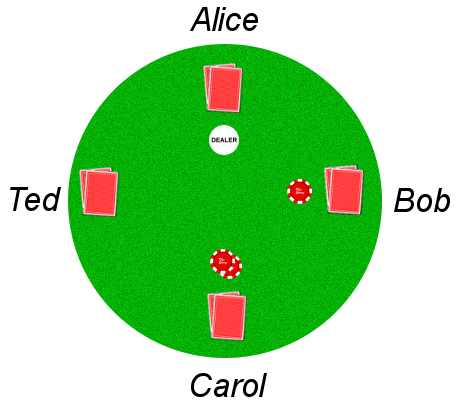
Schematische Darstellung der vier Spieler

Alice, Bob, Carol und Ted sitzen an einem Tisch reihum. Alice besitzt 400 € an Jetons, Bob 500 €, Carol und Ted jeweils 600 €. Dieses Beispiel verzichtet auf einzelne Wettrunden und die Blind-Einsätze.
| Aktion | Main Pot | Side Pot 1 | Side Pot 2 |
| --- | -------- | ---------- | ---------- |
| Rundenbeginn. Der Main Pot ist leer. Ein Side Pot ist noch nicht gebildet.                                                      | 0 €      | —          | —          |
| Alice geht all-in, im Main Pot befinden sich daraufhin 400 €.                                                                   | 400 €    | —          | —          |
| Bob geht ebenfalls all-in. Sein Einsatz übersteigt Alice’ Einsatz um 100 €. Dieser „Überhang“ wandert in den Side Pot.          | 800 €    | 100 €      | —          |
| Carol geht all-in. Ihr Einsatz ist höher als das zuletzt ausgerufene All In. Somit muss ein separater Side Pot gebildet werden. | 1200 €   | 200 €      | 100 €      |
| Ted geht all-in. Sein Einsatz ist mit Carols Einsatz gleich.                                                                    | 1600 €   | 300 €      | 200 €      |

Hält Alice die besten Karten, gewinnt sie den Main Pot. Auf die Side Pots hat sie keinen Anspruch. Der erste Side Pot geht an die Person, die die zweitbesten Karten hält. Der zweite Side Pot geht an Carol oder Ted – wer eben die besseren Karten hält.
Ist Bob der Sieger, erhält er den Main Pot und den ersten Side Pot. Der zweite Side Pot geht an Carol oder Ted.
Hält hingegen Carol oder Ted die besten Karten, gewinnt er/sie sowohl den Main Pot als auch beide Side Pots.